# Coupe du monde de ski acrobatique 2008-2009
Navigation
Édition précédente Édition suivante
La saison de Coupe du monde de ski acrobatique 2009 débute le 18 décembre 2008 par des épreuves organisées en France à Méribel et se termine le 20 mars 2009 à La Plagne (France). Les épreuves masculines et féminines sont organisées par la Fédération internationale de ski.
La saison est interrompue en mars pour permettre l'organisation des championnats du monde de ski acrobatique 2009 à Inawashiro (Japon).

## Classements
| Rang | Nom                 | Points |
| ---- | ------------------- | ------ |
| 1    | Ophélie David       | 86,00  |
| 2    | Hannah Kearney      | 71,33  |
| 3    | Jennifer Heil       | 63,78  |
| 4    | Margarita Marbler   | 61,56  |
| 5    | Lydia Lassila       | 51,43  |
| 6    | Nikola Sudová       | 50,67  |
| 7    | Aiko Uemura         | 48,78  |
| 8    | Nina Li             | 48,00  |
| 9    | Katharina Gutensohn | 46,90  |
| 10   | Virginie Faivre     | 46,00  |

| Rang | Nom                   | Points |
| ---- | --------------------- | ------ |
| 1    | Alexandre Bilodeau    | 87,78  |
| 2    | Tomáš Kraus           | 63,78  |
| 3    | Steve Omischl         | 63,67  |
| 4    | Guilbaut Colas        | 62,67  |
| 5    | Ryan St. Onge         | 52,17  |
| 6    | Kevin Rolland         | 52,00  |
| 7    | Christopher Del Bosco | 51,33  |
| 8    | Lars Lewen            | 47,00  |
| 9    | Xavier Bertoni        | 44,00  |
| 10   | Jeret Peterson        | 41,33  |

| Rang | Nom           | Points |
| ---- | ------------- | ------ |
| 1    | Lydia Lassila | 360    |
| 2    | Nina Li       | 336    |
| 3    | Shuang Cheng  | 300    |
| 4    | Mengtao Xu    | 282    |
| 5    | Evelyne Leu   | 244    |

| Rang | Nom            | Points |
| ---- | -------------- | ------ |
| 1    | Steve Omischl  | 382    |
| 2    | Ryan St. Onge  | 313    |
| 3    | Jeret Peterson | 248    |
| 4    | Kyle Nissen    | 203    |
| 5    | Alexei Grishin | 184    |

| Rang | Nom               | Points |
| ---- | ----------------- | ------ |
| 1    | Hannah Kearney    | 642    |
| 2    | Jennifer Heil     | 574    |
| 3    | Margarita Marbler | 464    |
| 4    | Nikola Sudová     | 456    |
| 5    | Aiko Uemura       | 439    |

| Rang | Nom                       | Points |
| ---- | ------------------------- | ------ |
| 1    | Alexandre Bilodeau        | 790    |
| 2    | Guilbaut Colas            | 564    |
| 3    | Vincent Marquis           | 362    |
| 4    | Pierre-Alexandre Rousseau | 313    |
| 5    | Anthony Benna             | 288    |

| Rang | Nom                 | Points |
| ---- | ------------------- | ------ |
| 1    | Ophélie David       | 860    |
| 2    | Katharina Gutensohn | 469    |
| 3    | Kelsey Serwa        | 416    |
| 4    | Karin Huttary       | 413    |
| 5    | Ashleigh McIvor     | 364    |

| Rang | Nom                   | Points |
| ---- | --------------------- | ------ |
| 1    | Tomáš Kraus           | 574    |
| 2    | Christopher Del Bosco | 462    |
| 3    | Lars Lewen            | 423    |
| 4    | Casey Puckett         | 319    |
| 5    | Stanley Hayer         | 300    |

| Rang | Nom              | Points |
| ---- | ---------------- | ------ |
| 1    | Virginie Faivre  | 230    |
| 2    | Anaïs Caradeux   | 205    |
| 3    | Megan Gunning    | 116    |
| 4    | Jessica Cumming  | 105    |
| 5    | Angeli Vanlaanen | 100    |

| Rang | Nom            | Points |
| ---- | -------------- | ------ |
| 1    | Kevin Rolland  | 260    |
| 2    | Xavier Bertoni | 220    |
| 3    | Nils Lauper    | 140    |
| 4    | David Wise     | 102    |
| 5    | Vivien Thiery  | 97     |

## Calendrier et podiums
Épreuves
| - Bosses en parallèle : DM - Sauts : AE - Bosses : MO | - Skicross : SX - Half-pipe : HP |

### Femmes
| Date                                                          | Lieu                | Épreuve | Vainqueur           | Second              | Troisième             |
| ------------------------------------------------------------- | ------------------- | ------- | ------------------- | ------------------- | --------------------- |
| 18/12/2008                                                    | Méribel             | DM      | Hannah Kearney      | Jennifer Heil       | Nikola Sudová         |
| 19/12/2008                                                    | Adventure Mountain  | AE      | Lydia Lassila       | Jacqui Cooper       | Veronika Bauer        |
| 20/12/2008                                                    | Adventure Mountain  | AE      | Shanshan Zhao       | Nina Li             | Lydia Lassila         |
| 05/01/2009                                                    | St. Johann in Tirol | SX      | Marion Josserand    | Katharina Gutensohn | Kelsey Serwa          |
| 10/01/2009                                                    | Les Contamines      | SX      | Hedda Berntsen      | Ophélie David       | Katrin Ofner          |
| 11/01/2009                                                    | Les Contamines      | HP      | Virginie Faivre     | Miyuki Hatanaka     | Jessica Cumming       |
| 14/01/2009                                                    | Flaine              | SX      | Ophélie David       | Ashleigh McIvor     | Karin Huttary         |
| 18/01/2009                                                    | Lake Placid         | AE      | Alla Tsuper         | Mengtao Xu          | Emily Cook            |
| 19/01/2009                                                    | Lake Placid         | SX      | Ophélie David       | Jenny Owens         | Méryll Boulangeat     |
| 24/01/2009                                                    | Mont Gabriel        | MO      | Aiko Uemura         | Jennifer Heil       | Hannah Kearney        |
| 25/01/2009                                                    | Mont Gabriel        | AE      | Lydia Lassila       | Shuang Cheng        | Shanshan Zhao         |
| 29/01/2009                                                    | Deer Valley         | MO      | Hannah Kearney      | Michelle Roark      | Margarita Marbler     |
| 30/01/2009                                                    | Deer Valley         | AE      | Nina Li             | Xinxin Guo          | Emily Cook            |
| 31/01/2009                                                    | Deer Valley         | HP      | Angeli Vanlaanen    | Megan Gunning       | Anaïs Caradeux        |
| 31/01/2009                                                    | Deer Valley         | DM      | Jennifer Heil       | Hannah Kearney      | Nikola Sudová         |
| 6/02/2009                                                     | Cypress             | AE      | Evelyne Leu         | Shuangfei Dai       | Shuang Cheng          |
| 6/02/2009                                                     | Cypress             | SX      | Aleisha Cline       | Ashleigh Mcivor     | Karin Huttary         |
| 7/02/2009                                                     | Cypress             | MO      | Jennifer Heil       | Hannah Kearney      | Margarita Marbler     |
| 13/02/2009                                                    | Aare                | MO      | Margarita Marbler   | Jennifer Heil       | Aiko Uemura           |
| 14/02/2009                                                    | Aare                | DM      | Hannah Kearney      | Aiko Uemura         | Margarita Marbler     |
| 14/02/2009                                                    | Moscou              | AE      | Mengtao Xu          | Shuang Cheng        | Lydia Lassila         |
| 19/02/2009                                                    | Myrkdalen-Voss      | SX      | Ophélie David       | Katharina Gutensohn | Karin Huttary         |
| 20/02/2009                                                    | Myrkdalen-Voss      | MO      | Aiko Uemura         | Nikola Sudová       | Miki Ito              |
| 24/02/2009                                                    | Branaes             | SX      | Ophélie David       | Karin Huttary       | Ashleigh McIvor       |
| 2 au 8 mars 2009 • Championnats du monde à Inawashiro (Japon) |                     |         |                     |                     |                       |
| 12/03/2009                                                    | Grindelwald         | SX      | Ophélie David       | Marion Josserand    | Sanna Lüdi            |
| 15/03/2009                                                    | Meiringen-Hasliberg | SX      | Katharina Gutensohn | Ophélie David       | Julia Murray          |
| 18/03/2009                                                    | La Plagne           | DM      | Margarita Marbler   | Nikola Sudová       | Chloé Dufour-Lapointe |
| 19/03/2009                                                    | La Plagne           | HP      | Anaïs Caradeux      | Virginie Faivre     | Rosalind Groenewoud   |
| 20/03/2009                                                    | La Plagne           | SX      | Ophélie David       | Kelsey Serwa        | Emilie Serain         |

#### Hommes
| Date                                                          | Lieu                | Épreuve | Vainqueur                 | Second                    | Troisième                 |
| ------------------------------------------------------------- | ------------------- | ------- | ------------------------- | ------------------------- | ------------------------- |
| 18/12/2008                                                    | Méribel             | DM      | Pierre-Alexandre Rousseau | Alexandre Bilodeau        | Anthony Benna             |
| 20/12/2008                                                    | Adventure Mountain  | AE      | Alexei Grishin            | Ke Li                     | Warren Shouldice          |
| 05/01/2009                                                    | St. Johann in Tirol | SX      | Michael Schmid            | Andreas Matt              | Tommy Eliasson            |
| 10/01/2009                                                    | Les Contamines      | SX      | Andreas Matt              | Christopher Del Bosco     | Markus Wittner            |
| 11/01/2009                                                    | Les Contamines      | HP      | Xavier Bertoni            | Nils Lauper               | Kevin Rolland             |
| 14/01/2009                                                    | Flaine              | SX      | Tomáš Kraus               | Casey Puckett             | Erik Iljans               |
| 18/01/2009                                                    | Lake Placid         | AE      | Jeret Peterson            | Kyle Nissen               | Warren Shouldice          |
| 19/01/2009                                                    | Lake Placid         | SX      | Lars Lewen                | Patrick Koller            | Tomáš Kraus               |
| 24/01/2009                                                    | Mont Gabriel        | MO      | Vincent Marquis           | Alexandre Bilodeau        | Pierre-Alexandre Rousseau |
| 25/01/2009                                                    | Mont Gabriel        | AE      | Steve Omischl             | Timofei Slivets           | Thomas Lambert            |
| 29/01/2009                                                    | Deer Valley         | MO      | Guilbaut Colas            | Alexandre Bilodeau        | Patrick Deneen            |
| 30/01/2009                                                    | Deer Valley         | AE      | Ryan St. Onge             | Zhongqing Liu             | Steve Omischl             |
| 31/01/2009                                                    | Deer Valley         | HP      | Kevin Rolland             | Xavier Bertoni            | Walter Wood               |
| 31/01/2009                                                    | Deer Valley         | DM      | Guilbaut Colas            | David Babic               | Alexandr Smyshlyaev       |
| 6/02/2009                                                     | Cypress             | AE      | Steve Omischl             | Anton Kushnir             | Stanislav Kravchuk        |
| 6/02/2009                                                     | Cypress             | SX      | Christopher Del Bosco     | Stanley Hayer             | Davey Barr                |
| 7/02/2009                                                     | Cypress             | MO      | Alexandre Bilodeau        | Yugo Tsukita              | Guilbaut Colas            |
| 13/02/2009                                                    | Aare                | MO      | Alexandre Bilodeau        | Pierre-Alexandre Rousseau | Vincent Marquis           |
| 14/02/2009                                                    | Aare                | DM      | Alexandre Bilodeau        | Guilbaut Colas            | Maxime Gingras            |
| 14/02/2009                                                    | Moscou              | AE      | Ryan St. Onge             | Dmitri Dashinski          | Stanislav Kravchuk        |
| 19/02/2009                                                    | Myrkdalen-Voss      | SX      | Tomáš Kraus               | Thomas Zangerl            | Andreas Matt              |
| 20/02/2009                                                    | Myrkdalen-Voss      | MO      | Alexandre Bilodeau        | Tapio Luusua              | Michael Morse             |
| 24/02/2009                                                    | Branaes             | SX      | Lars Lewen                | Christopher Del Bosco     | Michael Schmid            |
| 2 au 8 mars 2009 • Championnats du monde à Inawashiro (Japon) |                     |         |                           |                           |                           |
| 14/03/2009                                                    | Meiringen-Hasliberg | SX      | Andreas Steffen           | Christopher Del Bosco     | Xavier Kuhn               |
| 18/03/2009                                                    | La Plagne           | DM      | Alexandre Bilodeau        | Guilbaut Colas            | Pierre Ochs               |
| 19/03/2009                                                    | La Plagne           | HP      | Kevin Rolland             | David Wise                | Nils Lauper               |
| 20/03/2009                                                    | La Plagne           | SX      | Tomáš Kraus               | Armin Niederer            | Stanley Hayer             |

## Bilan

### Nombre de spectateurs
Sur l'ensemble des épreuves, ce sont près de 170 000 spectateurs qui se sont déplacés sur les épreuves.